# Xã Towamencin, Quận Montgomery, Pennsylvania
Xã Towamencin (tiếng Anh: Towamencin Township) là một xã thuộc quận Montgomery, tiểu bang Pennsylvania, Hoa Kỳ. Năm 2010, dân số của xã này là 17.578 người.